# Château d'eau d'Hérouville-Saint-Clair
Le château d'eau d'Hérouville-Saint-Clair est un château d'eau métallique mis en service en 1968 à Hérouville-Saint-Clair, dans le Calvados, en Normandie. 
Le château d'eau a obtenu le label « Patrimoine du XXe siècle » en 2007. Il a fait l’objet d’une inscription au titre des monuments historiques par arrêté préfectoral du 10 août 2010. 

## Histoire
Les premières études sont confiées à Georges Johannet, architecte conseil chargé de la conception de la ZUP. Déjà, il adopte l'idée d'un triple réservoir aux lignes modernes.
Initiée en 1963, la construction du château d'eau actuel n'est décidée le 27 mars 1967 qu'après un concours en mai 1966. Le marché est remporté par la société industrielle Delattre-Levivier, qui conçoit et réalise l'édifice. Testé en soufflerie, il est mis en chantier en juin suivant. La première mise en eau a lieu en mai 1968, et la mise en service en juin. 
L'édifice est illuminé depuis 2003, par la société Citéval.
Après avoir inspiré le logo de la commune dès 1971, il est repris dans la communication municipale dans ce rôle à partir de 2004 avec l'aide du dessinateur Emmanuel Chaunu.

## Description
L'alimentation en eau de la ville est assurée par trois châteaux d'eau : un réservoir de 500 m3 enterré avenue de la Valeuse et le château d'eau de la sphère, réservoir de 3 000 m3, mis en service en 1981.
Destiné à alimenter plus particulièrement la ZUP, le château d'eau métallique est placé dans l'alignement de l'avenue de la Grande cavée, axe central est-ouest de la ville nouvelle.
D'une hauteur totale de 52 m pour un poids total de 236 tonnes, il est composé de trois cuves d'acier de 500 m3 chacune. 
Les réservoirs sont posés sur trois piliers de 2,3 m de diamètre, dont l'un abrite l'escalier d'accès en colimaçon. Deux passerelles, à 14 et 21 mètres, selon l'idée première de Johannet, sont destinées initialement à la retransmission télévisuelle d'événements sportifs du stade Prestavoine entourent l'ensemble. 
Chaque réservoir est haut de 21 m pour 6,50 m de diamètre.
Sous la direction de Johannet, les cuves de l'ouvrage sont peintes de trois nuances de bleu (ciel, myosotis et roi), les piliers étant peints pour leur part de nuances de gris. La partie inférieure des passerelles et des réservoirs est peinte en rouge, les garde-corps des passerelles en noir.

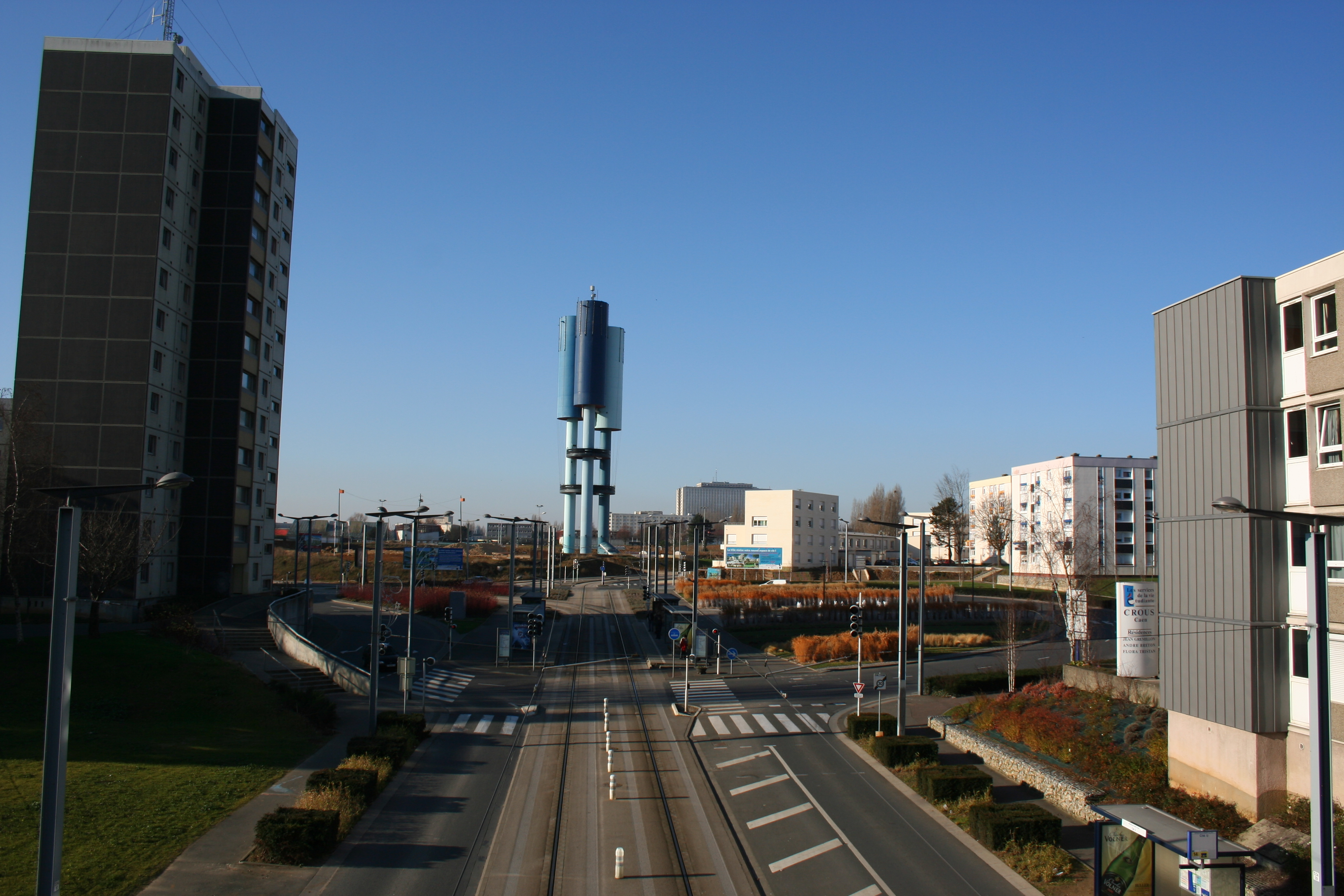
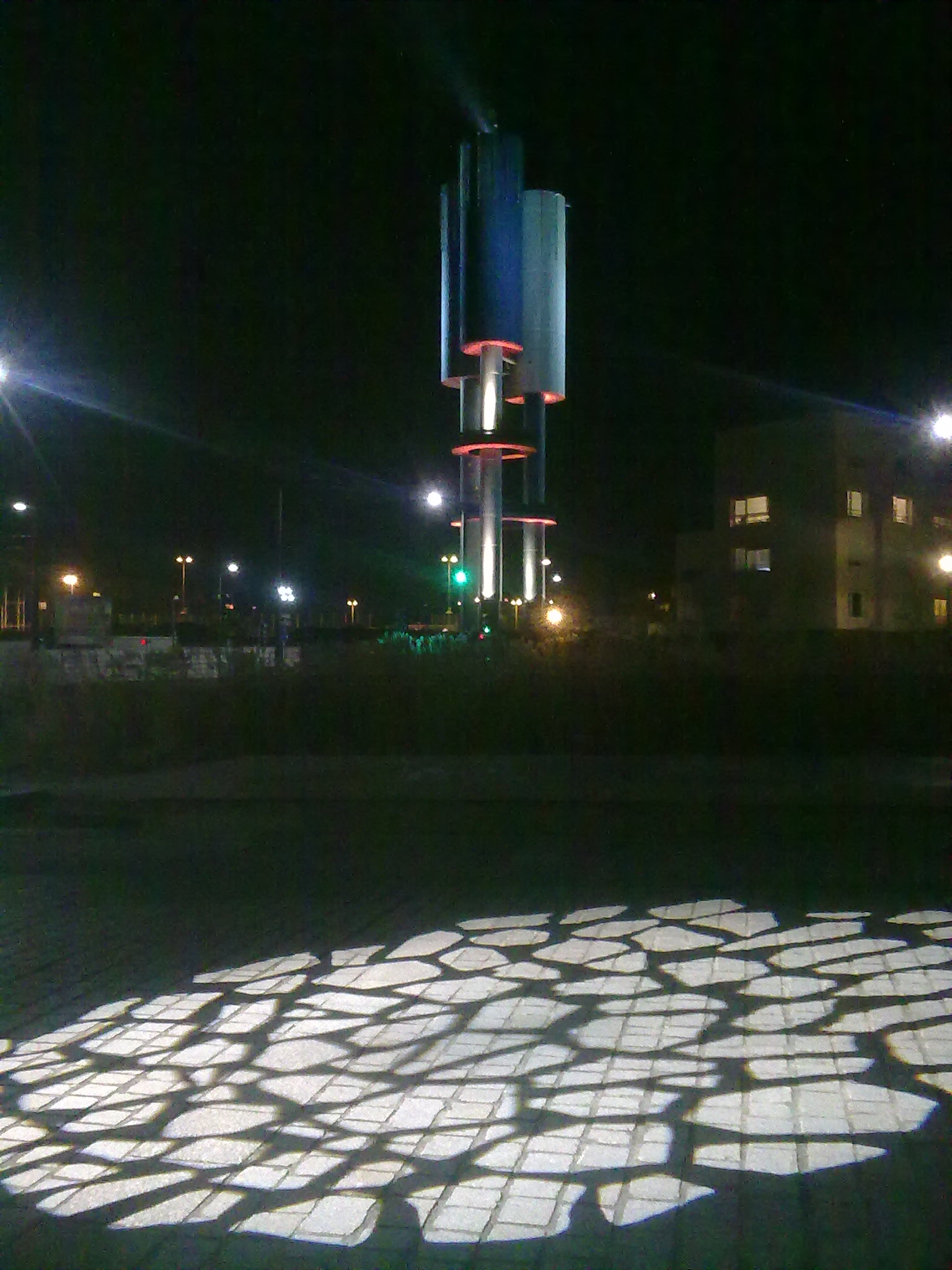
Le château vu de la place de la fontaine de nuit